# Elbridge Ross
Elbridge Baker Ross junior (* 2. August 1909 in Boston, Massachusetts; † 13. November 1980 in Saint Petersburg, Florida) war ein US-amerikanischer Eishockeyspieler.  

## Karriere
Elbridge Ross besuchte das Colby College, für das er neben seinem Studium Eishockey und Baseball spielte. Anschließend spielte er Amateur-Eishockey. Nach seiner Eishockey-Karriere war er über drei Jahrzehnte lang als Installateur für eine Telefongesellschaft tätig.  

### International
Für die USA nahm Ross an den Olympischen Winterspielen 1936 in Garmisch-Partenkirchen teil, bei denen er mit seiner Mannschaft die Bronzemedaille gewann.

## Erfolge und Auszeichnungen
- 1936 Bronzemedaille bei den Olympischen Winterspielen